# Apogon binotatus
Apogon binotatus är en fiskart som först beskrevs av Poey, 1867.  Apogon binotatus ingår i släktet Apogon och familjen Apogonidae. Inga underarter finns listade i Catalogue of Life.